# Houjia yanglingensis
Houjia yanglingensis är en svampart som beskrevs av G.Y. Sun & Crous 2010. Houjia yanglingensis ingår i släktet Houjia och familjen Micropeltidaceae.   Inga underarter finns listade i Catalogue of Life.